# Владимирский летописец
Владимирский летописец — русская летопись, краткий летописец XVI века, оканчивающийся 1523 годом.

## Текстология и содержание
Известен в двух списках XVI века, Синодальном и Чертковском.
М. Н. Тихомиров указал на близость Владимирского летописца с Симеоновской летописью и доступными фрагментами Троицкой летописи. Я. С. Лурье отметил, что текст Владимирского летописца совпадает с этими летописями вплоть до известия 1379 года и считал одним из источников Владимирского летописца летопись конца XIV—XV веков типа Троицкой.
По мнению Лурье, дополнительные источники Владимирского летописца включали Новгородскую четвёртую летопись или другую летопись XV века, близкую к ней, и московское летописание XVI века, основой которого был один из московских великокняжеских летописных сводов. Через посредство Новгородской четвёртой летописи на Владимирский летописец, возможно, оказал влияние Новгородско-Софийский свод 1430-х годов (по А. А. Шахматову, свод 1448 года). В последней своей части, в известии о причащении бывшего митрополита Зосимы в 1496 году, Владимирский летописец имеет совпадение с Прилуцким видом «Летописца от 72-х язык» и Тверской летописью.
В числе известий XVI века имеется ряд сообщений о церковном строительстве и московских событиях в эпоху Василия III и митрополита Варлаама.

## Изучение
В историографии XVIII — начала XIX века Владимирский летописец носил название «Летописец Кривоборского» по имени владельца Чертковского списка XVII века. Позднее он длительное время не упоминался. В 1930-е годы летопись была вновь открыта М. Н. Тихомировым.

## Издание
- Владимирский летописец // Полное собрание русских летописей / отв. ред. М. Н. Тихомиров. — М.: Наука, 1965. — Т. 30. — С. 7—146.